# Wouro Matal
Wouro Matal (ou Ouro Matal) est une localité du Cameroun située dans l'arrondissement de Mora, le département du Mayo-sava et la région de l’Extrême-Nord. Elle regroupe deux cantons(Zouelva et Baldama).

## Population
En 1975, la localité comptait 66 habitants, dont 53 Peuls et 13 Mofu.
Lors du recensement de 2005, on y a dénombré 120 personnes.